# Aeropuerto de Oxford House
El Aeropuerto de Oxford House (del inglés: Oxford House Airport) (IATA: YOH, OACI: CYOH) está ubicado a 0.5 MN (0.93 km; 0.58 mi) al norte de Oxford House, Manitoba, Canadá.

## Aerolíneas y destinos
- Perimeter Airlines
  - Winnipeg / Aeropuerto Internacional de Winnipeg-Armstrong
  - God's Lake Narrows / Aeropuerto de God's Lake Narrows